# Лука Петровић
Лука Петровић (Требиње, 18. октобар 1973) српски је политичар, директор Електропривреде Републике Српске, потпредсједник Савеза независних социјалдемократа (СНСД), предсједник Градског одбора ове странке у Требињу и извршни директор Савеза општина и града источне Херцеговине. Био је генерални секретар Савеза независних социјалдемократа (СНСД), градоначелник Града Требиња и народни посланик IX сазива Народне скупштине Републике Српске.

## Биографија и каријера
Од 2012. до 2014. био је одборник у Скупштини града Требиња. Године 2014. изабран је за народног посланика Народне скупштине Републике Српске. У августу наредне године именован је за генералног секретара Савеза независних социјалдемократа.
На изборима 2. октобра 2016. изабран је за градоначелника града Требиња са 10.987 гласова испред свог противкандидата Славка Вучуревића. На изборима 7. октобра 2018. године изабран је за народног посланика освојивши 16.458 гласова. Вратио је мандат, а у новембру исте године именован је за вршиоца дужности генералног директора Електропривреде Републике Српске. Године 2020. изабран је за извршног директора Савеза општина и града источне Херцеговине, који окупља седам општина - Билећу, Гацко, Невесиње, Љубиње, Берковиће, Источни Мостар и Калиновик и Град Требиње.
Главни одбор СНСД изабрао га је у фебруару 2024. године за потпредсједника странке одговорног са јавна предузећа.
Дипломирао је на Машинском факултету у Београду. Ожењен је и отац је четворо дјеце.
Био је предсједник фудбалског клуба Леотар.

## Рефернеце
1. ↑  Сви предсједници ФК Леотар fkleotar.org